# 小浜奈々子
小浜 奈々子（こはま ななこ）は、日本の女優、ダンサー、ストリッパー。本名は渡辺 歌子。

## 経歴
- 1942年生まれ。
- デビューは浅草座であった。
- その後、浅草などで大ブームとなっていたストリップとは一線を画した、上品なヌードの殿堂として有名だった日劇ミュージックホールの言うなれば第二期黄金時代（1957年〜1972年頃）をトップスターとして君臨し、“ヌードショー界クイーン”といわれ、“小浜時代”を築き、その世界の歴史に輝ける足跡を残した。
- トップスターであるが故に、休暇もとれず、自由も与えられず、色白の光り輝くばかりの肢体を保持するために、想像を超える節制を強いられた青春の日々を送っていた。
- カルーセル麻紀と一緒に楽屋風呂に入ったエピソードもある。
- 引退後、1973年1月、11年の恋愛の末、北海道小樽市出身の男性と結婚。恋愛といっても、多忙であったため、電話が主であった。夫は、『ザ・ハーモナイザーズ』に属し、坂本九や、朝丘雪路のバックコーラス等で活躍。
- 夫は2007年8月に他界。小浜は、余暇にフラダンス教室を開いている。

## 出演作品

### 映画
- 初春狸御殿（1959年、監督：木村恵吾、配給：大映）
- 紅閨夢（1964年、監督：武智鉄二、配給：松竹）
- 命しらずのろくでなし（1965年、監督：江崎実生、配給：日活）